# Saint-Pons, Ardèche
Saint-Pons là một xã ở tỉnh Ardèche, vùng Auvergne-Rhône-Alpes ở đông nam nước Pháp.